# Чилтон, Том
Томас Джеймс «Том» Чилтон (англ. Thomas James «Tom» Chilton; родился 15 марта 1985 года в Рейгейте, Великобритания) — британский автогонщик.

## Общая информация
Том — один из двух сыновей британского мультимиллионера и вице-президента Aon Corporation Грэма Чилтона; его младшего брата зовут Макс. Отец с раннего возраста поддерживал в сыновьях любовь к автоспорту и финансово помогал им в их карьерах: на этой дороге он и просто спонсировал их тогдашние команды, и иногда выкупал под одного из сыновей часть акций той или иной гоночной организации.

## Спортивная карьера
В отличие от младшего брата карьера Тома всегда была связана с кузовными гонками: с конца 1990-х годов Чилтон периодически стартует в гонках юниорского чемпионата T Cars, постепенно он становится всё более конкурентоспособным в гонках подобного уровня: в 2000-01 годах он два года подряд является бронзовым призёром этого первенства.
Удачными выступления в T Cars британец заслужил переход в гонки старшего национального турингового первенства: BTCC. Дебютный сезон в первенстве за рулём Vauxhall Astra оказывается весьма многообещающим: в первой же гонке Том приезжает на подиумной позиции, а в дальнейшем, неоднократно приезжая в очковой зоне, он заканчивает сезон в общем зачёте на пятнадцатом месте и став пятым в кубке новичков. Через год Чилтон переходит в заводскую команду Honda Arena Motorsport, пересаживаясь на Honda Civic. Три года в альянсе с этой организацией приводят к значительному укреплению позиций англичанина в британском туринге: Том проводит 74 гонки, дважды выигрывает квалификацию, неоднократно бывает на подиуме и шесть раз выигрывает гонки. Каждый сезон Чилтон заканчивает в десятке сильнейших пилотов личного зачёта, а наиболее удачно проводит последний сезон, когда уже без заводской поддержки заканчивает чемпионат в Top5, при этом пропустив шесть из тридцати гонок сезона.
В 2005 году Arena Motorsport вместе с Томом планировала перейти в DTM с прототипом MG Rover, но в последний момент проект был закрыт. Организация вынуждена была вернуться в BTCC, но Чилтон в том году всё равно расширил свою гоночную программу дополнительными стартами, участвуя в гонках прототипов старшего класса LMP за заводскую команду Zytek. Семь гонок в европейской и американских сериях приносят многочисленные финиши в очковой зоне и две победы.
В 2006 году Чилтон вновь сосредотачивается на выступлениях в британском туринге, подписав контракт с заводской командой Vauxhall. Два года в данной организации приносят стабильные финиши в очках, периодические попадания на подиум и победы в квалификациях, но ни побед ни борьбы в чемпионате за лидерство добиться не удаётся.
В 2007 году вместе с Arena Motorsport Том возвращается в гонки лемановский прототипов. Техника двухлетней давности уже не позволяет бороться на прежнем уровне: британцы лишь время от времени попадают в очковую зону в гонках европейского и американского первенств, а с автомарафона в Ле-Мане и вовсе вынуждены в последний момент сняться. В конце года Чилтон покидает проект.
В 2008 году Том вновь сосредотачивается на выступлениях в британском туринге, подписав контракт с Team Dynamics. Сезон за рулём Honda Civic приносит очередное подтверждение уровня пилота: в 30 гонках сезона Чилтон регулярно финиширует в очковой зоне, а на последнем этапе прерывает свою длительную беспобедную серию, завершив чемпионат на десятом месте личного зачёта. Через год Том меняет команду, воссоединившись с Arena Motorsport. Проект готовит к чемпионату новую версию машины Ford Focus и Чилтон постепенно помогает её доводить в боевых условиях. Постепенно машина становится всё более конкурентоспособной: в 2010 году Том выигрывает первую гонку на новой технике, заканчивает общий чемпионат в Top5 и выигрывает первенство среди незаводских пилотов. В 2011 команда подтверждает свой уровень.
В 2012 году Arena Motorsport переходит в чемпионат мира. Доводка машин к новому регламенту проходит неидеально и Чилтон вместе со своим партнёром Джеймсом Нэшем за сезон лишь считанное число раз финиширует в очковой зоне. В межсезонье главный спонсор проекта Aon Corporation переориентирует свою спонсорскую деятельность на карьеру братьев Чилтонов, расставшись с Arena Motorsport: часть денег уходит на спонсорство Макса в Формуле-1, а часть, вместе с Томом, уходит к RML Group, которая потеряв заводскую поддержку Chevrolet в то межсезонье активно искала новых партнёров на участие в чемпионате-2013. Чилтон за несколько дней до старта сезона получает доминирующую машину прошлого года в сочетании с командой механиков, досконально знающей все особенности этой техники. На первом же этапе он демонстрирует неплохую скорость на новой технике, финишировав на втором и пятом месте в сложных дождевых условиях.

## Статистика результатов в моторных видах спорта
| 2000 | T Cars            | н/д                | н/д | н/д | н/д | н/д | н/д | 3-й  |
| 2001 | T Cars            | н/д                | н/д | н/д | н/д | н/д | н/д | 3-й  |
| 2002 | BTCC              | Barwell Motorsport | 20  | 0   | 0   | 0   | 14  | 15-й |
| 2003 | BTCC              | Honda Racing       | 20  | 0   | 0   | 0   | 70  | 9-й  |
| 2004 | BTCC              | Honda Racing       | 30  | 0   | 0   | 2   | 116 | 9-й  |
| 2005 | BTCC              | Arena Motorsport   | 24  | 2   | 2   | 4   | 175 | 5-й  |
| 2005 | LMES (класс LMP1) | Zytek Motorsport   | 4   | 0   | 0   | 1   | 22  | 6-й  |
| 2005 | ALMS (класс LMP1) | Zytek Motorsport   | 3   | 1   | 0   | 1   | 33  | 12-й |
| 2006 | BTCC              | VX Racing          | 30  | 1   | 2   | 0   | 139 | 7-й  |
| 2007 | BTCC              | VX Racing          | 30  | 1   | 3   | 0   | 130 | 9-й  |
| 2007 | LMS (класс LMP1)  | Arena Motorsport   | 2   | 0   | 0   | 0   | 7   | 12-й |
| 2007 | ALMS (класс LMP1) | Arena Motorsport   | 2   | 0   | 0   | 0   | 25  | 13-й |
| 2008 | BTCC              | Team Halfords      | 30  | 0   | 0   | 1   | 107 | 10-й |
| 2009 | BTCC              | Team Aon           | 29  | 1   | 0   | 0   | 55  | 13-й |
| 2010 | BTCC              | Team Aon           | 30  | 4   | 3   | 3   | 191 | 5-й  |
| 2011 | BTCC              | Team Aon           | 30  | 1   | 1   | 2   | 135 | 7-й  |
| 2012 | WTCC              | Team Aon           | 24  | 0   | 0   | 0   | 7   | 22-й |
| 2013 | WTCC              | RML                | 24  | 1   | 3   | 2   | 213 | 5-й  |
| 2014 | WTCC              | ROAL Motorsport    | 23  | 1   | 1   | 1   | 150 | 8-й  |
| 2015 | WTCC              | ROAL Motorsport    | 22  | 0   | 0   | 0   | 96  | 11-й |

### WTCC
| 2012 | Aon  | Ford Focus S2000 TC     | IT1 13 | ES1 19 | MA1 7  | SK1 НФ | HU1 15 | AU1 16 | PT1 16 | BR1 16 | US1 12 | JP1 15 | CH1 11 | MA1 13 | 7   | 22-й |
| 2012 | Aon  | Ford Focus S2000 TC     | IT2 16 | ES2 15 | MA2 16 | SK2 10 | HU2 14 | AU2 11 | PT2 15 | BR2 16 | US2 15 | JP2 18 | CH2 19 | MA2 НФ | 7   | 22-й |
| 2013 | RML  | Chevrolet Cruze 1.6T    | IT1 2  | MR1 НФ | SV1 НФ | HU1 7  | AU1 7  | RU1 9  | PT1 2  | AR1 3  | US1 1  | JA1 4  | CH1 1  | MA1 НФ | 213 | 5-й  |
| 2013 | RML  | Chevrolet Cruze 1.6T    | IT2 5  | MR2 3  | SV2 7  | HU2 7  | AU2 НК | RU2 6  | PT2 9  | AR2 12 | US2 11 | JA2 6  | CH2 10 | MA2 НФ | 213 | 5-й  |
| 2014 | ROAL | Chevrolet RML Cruze TC1 | MR1 4  | FR1 9  | HU1 14 | SVK 5  | AU1 6  | RU1 5  | BL1 10 | AR1 6  | BE1 1  | CH1 НФ | JA1 2  | MA1 12 | 150 | 8-й  |
| 2014 | ROAL | Chevrolet RML Cruze TC1 | MR2 4  | FR2 15 | HU2 7  |        | AU2 НФ | RU2 6  | BL2 10 | AR2 НФ | BE2 8  | CH2 7  | JA2 10 | MA2 7  | 150 | 8-й  |
| 2015 | ROAL | Chevrolet RML Cruze TC1 | AR1 8  | MR1 14 | HU1 7  | DE1 9  | RU1 6  | SV1 7  | FR1 5  | PT1 14 | JA1 НФ | CH1 НФ | TH1 НФ | QA1 13 | 96  | 11-й |
| 2015 | ROAL | Chevrolet RML Cruze TC1 | AR2 8  | MR2 4  | HU2 3  | -      | RU2 9  | SV2 НФ | FR2 8  | PT2 13 | JA2 6  | -      | TH2 4  | QA2 13 | 96  | 11-й |

Жирным выделен старт с поула, курсивом — быстрейший круг в гонке.